# Ireneusz (Popa)
Ireneusz, imię świeckie Ion Popa (ur. 16 listopada 1957 w Spinu) – rumuński biskup prawosławny.

## Życiorys
Syn Gheorghe'a i Marii Popa. Posłusznikiem w monasterze Frăsinei został w wieku siedemnastu lat. Rok później wstąpił do seminarium duchownego św. Grzegorza w Krajowej. W 1985 ukończył studia teologiczne na Uniwersytecie w Bukareszcie. W tym samym roku złożył wieczyste śluby mnisze, przyjmując imię zakonne Ireneusz, po czym został wyświęcony na hierodiakona, zaś w 1986 – na hieromnicha.
W 1985 podjął na Uniwersytecie w Bukareszcie studia doktoranckie w dziedzinie teologii, ze specjalizacją patrologiczną. Odbył również kursy w zakresie języka i literatury francuskiej na Uniwersytecie w Grenoble oraz kurs języka angielskiego. Studia doktoranckie ukończył ostatecznie w Instytucie św. Sergiusza z Radoneża w Paryżu pod kierunkiem Borisa Bobrinskiego, zmieniając specjalizację na prawosławną teologię dogmatyczną, w 1990. W latach 1990–1991 wykładał historię Kościoła w Instytucie św. Sergiusza.
6 września 1991 został nominowany na biskupa pomocniczego eparchii Râmnic z tytułem biskupa slătińskiego. Jego chirotonia biskupia odbyła się miesiąc później. Brał udział w ruchu ekumenicznym. Równocześnie wykładał na Wydziale Teologicznym Uniwersytetu w Krajowej, zaś w latach 1999–2001 także na wydziale teologicznym w Sybinie. W 2005 obronił pracę doktorską w dziedzinie prawa cywilnego, poświęcając końcową dysertację relacjom między chrześcijańskim wartościom moralnym a normami prawnymi. W 2010 za całokształt pracy naukowej w dziedzinie teologii został przyjęty do Akademii Rumuńskiej jako członek honorowy.
Arcybiskupem Krajowej i metropolitą Oltenii został w 2008.